# 蓝猫 (动画)
藍貓是中國湖南省三辰影庫於1999年6月在中國推出的面向兒童的知識普及卡通動畫片集，第一部系列名為《藍貓淘氣3000問》，首播兩年間在中國千多家電視台的兒童節目時段內播出，在中國95后和00后群体中流行程度较高。3000问系列亦分《幽默舞台系列》、《星際大戰系列》、《恐龍時代系列》等小系列。
蓝猫系列响应了中國政府「科教興國」的教育目标之下，加上媒体輿論的提倡，父母對子女的娛樂的選擇趨向知識普及型《藍貓淘氣3000問》片集，並且此系列亦出口至香港、台湾、新加坡、中东、韩国、美国等全球36个地区和国家。
蓝猫是国家动漫游戏产业振兴基地、国家动画产业基地和国家文化产业示范基地，是中国大陆最早和最大的原创动画企业之一，累计节目制作量达8万余分钟。
三辰卡通集團还推出衍生自《藍貓幼教系列》和以娛樂為目的的《互動電視節目》。2009年，湖南藍貓動漫傳媒有限公司推出獨立於《藍貓淘氣3000問》系列的又一大系列《藍貓龍騎團》。

## 历史
- 1992年，王宏受《十万个为什么》启发，在湖南省长沙市湘雅路一个小作坊裡开始了对蓝猫的创作。[1]
- 1993年，王宏在长沙市成立了东方卡通制作有限公司。[1]
- 1997年，王宏与北京市三辰公司董事长孙文华合资成立三辰影库，并制作了动画片《新编10万个为什么》。[1][2]
- 1998年，三辰影库公司开始把此动画片改编为《蓝猫淘气3000问》，蓝猫的形象从此正式诞生。
- 1999年6月，王宏把《藍貓淘气3000問》免费送给北京电视台播出，换回每集45秒钟的廣告时间，開始了《藍貓》橫掃中國內地的日子。[2]
- 2000年，香港亚洲电视曾购入此动画并广泛宣传。[1]
- 2001年8月，三辰卡通集团决定介入《蓝猫》卡通形象衍生产品的产业开发，《蓝猫》開始產業化运作。[2]
- 2004年，王宏退出三辰卡通集团，与贺梦凡成立宏梦卡通集团。[3][4]
- 2004年年末，三辰卡通集团推出《藍貓》遊戲。
- 2005年1月18日，三辰卡通向湖南省高级人民法院控告王宏及宏梦公司不得从事与原告相同或相近似的业务，法院判决“宏梦公司承诺以后不制作、发行除《虹猫蓝兔七侠传》系列节目之外的其他虹猫蓝兔卡通节目”。[5][6]
- 2006年12月，三辰卡通集团與韓國東宇動畫簽署協議，由韓國方面翻譯並引進至韓；另三辰集團亦與泰國智慧教育集團簽約，把《藍貓》系列圖書翻譯並引進至當地中小學。
- 2007年11月28日湖南宏梦卡通与三辰卡通相互持股的方式完成正式整合[3]，并成立湖南蓝猫动漫传媒有限公司。
- 2009年，湖南蓝猫动漫传媒有限公司推出《蓝猫龙骑团》系列。

## 播映

### 中国大陆
- 1999年10月至2001年8月，北京电视台第8频道首播。[7]
- 2001年9月，至2002年11月，中国中央电视台第7套节目“东方儿童”栏目播出。[7]
- 2002年12月起，中国中央电视台7频道、中国教育电视台3台、北京、河南、河北、吉林、山西、广西、贵州、甘肃等13家上星台均开始播出。[7]

### 香港
- 2002年3月18日，香港亚洲电视台开始播出。[8]

### 台湾
- 2003年4月13日在台湾東森幼幼台播出，主持人依序為香蕉哥哥、西瓜哥哥、黑皮哥哥、蜜蜂姊姊。後轉往迪士尼頻道播放，並重新配音，主題曲統一為藍貓OAO，由伍思凱主唱。[9]

### 其他国家和地区
- 2002年起，《蓝猫淘气3000问》系列版权陆续输出至科威特、巴林、阿联酋、约旦、安曼、卡塔尔、以色列、泰国、英国、印尼、美国、韩国等国家和地区[10]。
- 2004年9月16日，三辰卡通集团与美中贸易发展协会、西海岸国际文化传播有限公司正式签署协议，将国际版《蓝猫》系列引进到美国[11][12]。
- 2009年，《蓝猫龙骑团》系列在美国、西班牙、英国、巴西、印尼等12个国家和地区主流频道播映[13]。

## 主要角色
| 角色                       | 配音 | 介绍 | 登场                                                                                         |
| 蓝猫                       | 葛平（《蓝猫淘气3000问》系列） 王峰（《蓝猫龙骑团》系列） 宋晓宇（《蓝猫西行记》、《星史传说》系列） 廖文蔚（香港粵語版） | 头号主角，身体强壮、力大无比，喜爱运动，乐于助人，乐观开朗，勇敢，有时有些粗心，性格憨厚、好动。在《航空航天系列》中，富有激情、单纯直率、勇于冒险，重友情、讲义气，执着，“梦想成为最伟大的太空探险家”。在《蓝猫龙骑团》中为龙骑团团长，龙骑为啸天，使用武器为赤焰枪，维护世界和平。。 | 全部系列                                                                                     |
| 淘气（香港版：WhyWhy）     | 付以琳 黃玉娟（香港粵語版）                                                                                               | 聪明，爱动脑筋，好奇心强，性格机灵好动，喜欢捉弄人寻开心，富有探险精神。在《航空航天系列》中为飞船驾驶员，“梦想成为世界上最优秀的飞船驾驶员”，有些自负，有好奇心。在《蓝猫龙骑团》中龙骑为及帝，使用武器水晶剑。                                                                       | 《蓝猫淘气3000问》 《互動電視節目》 《藍貓幼教系列》 《蓝猫龙骑团》 《星史传说》             |
| 菲菲（香港版：檸檬）       | 罗沐 曾令 梁浩楷（香港粵語版）                                                                                            | 别人对其评价性格狡猾，但其自称“聪明过人”。在《航空航天系列》中担任飞船上的小医生，“但医术并不高明”，经常捅娄子但又经常通过其聪明才智弥补。在《蓝猫龙骑团》中爱面子，有些胆小，龙骑为铃丰，使用武器水晶剑。                                                                             | 《蓝猫淘气3000问》 《互動電視節目》 《蓝猫龙骑团》 《星史传说》                              |
| 肥仔                       | 姜麗儀（香港粵語版） | 爱看书，“书呆子”，主要负责准备科学知识及图片，被大家称为“小博士”，憨厚稳重，学识渊博，讲究礼节，有绅士风度。在《航空航天系列》中，研究陌生飞船的内部构造、掌握了飞船技术，梦想能自己制造出完美的飞船。                                                                                 | 《蓝猫淘气3000问》中的《幽默舞台系列》、《星球大战系列》、《恐龙时代系列》、《海洋世界系列》 |
| 咖喱（香港版：捉依因）     | 殷姿 曾佩儀（香港粵語版）                                                                                                 | 性格天真活泼，善良，爱美，任性娇气，爱表现，好打扮，在《幽默舞台系列》中讨厌鸡大婶对自己凶巴巴的样子。在《航空航天系列》中，无固定工作，总制造小麻烦。在《蓝猫龙骑团》中承担队医角色，害怕虫子，在成为龙骑士后摆脱了娇娇女的性格，龙骑紫荆云，使用武器古月弓。                         | 《蓝猫淘气3000问》 《互動電視節目》 《蓝猫龙骑团》 《星史传说》                              |
| 甜妞（香港版：肥茵）       | 杜鹃 王夢華（香港粵語版）                                                                                                 | “猪妹妹”，心宽体胖，直爽、朴实，来自乡下。 | 《蓝猫淘气3000问》中的《幽默舞台系列》、《星球大战系列》、《海洋世界系列》                   |
| 鸡大婶（香港版：啰唆老师） | 譚淑英（香港粵語版） | 名字叫“芝麻鸡”，保守、古板，三十多岁，被孩子们称为“鸡大婶”，是孩子们的老师和家长。 | 《蓝猫淘气3000问》中的《幽默舞台系列》、《星球大战系列》、《恐龙时代系列》                   |
| 羊博士                     | | 美丽、善良，聪明能干，知识渊博。在《恐龙时代系列》中为总部派来协助调查的博士。 | 《蓝猫淘气3000问》中的《恐龙时代系列》、《海洋世界系列》                                     |
| 巴豆                       | | 笨拙，思维简单，倔强，力大无穷，心地善良，乐于助人。在《航空航天系列》中是飞船中营养师、美食家。在《蓝猫龙骑团》中危急时刻勇猛异常，龙骑司雷，使用武器离子盾。 | 《蓝猫淘气3000问》中的《運動競技系列》、《知識奧運系列》、《航空航天系列》 《蓝猫龙骑团》    |
| 绿猴                       | | | 《蓝猫淘气3000问》中的《運動競技系列》、《知識奧運系列》                                     |
| 红狗                       | | | 《蓝猫淘气3000问》中的《運動競技系列》、《知識奧運系列》                                     |
| 黑哨（乌鸦）               | | | 《蓝猫淘气3000问》中的《運動競技系列》、《知識奧運系列》                                     |
| 啦啦                       | 袁慧敏 | 第六季初登场，连接主系列与蓝猫龙骑团系列的关键人物。在《蓝猫龙骑团》中回归时已奥茨玛星球的科学家，亦是龙骑手镯的制造者，为地球的安慰经常将自己生命置之度外。 | 《蓝猫淘气3000问》中的《航空航天系列》、《人体奥秘系列》 《蓝猫龙骑团》 《星史传说》         |
| 布叽                       | | | 《蓝猫淘气3000问》中的《航空航天系列》 《星史传说》                                          |
| 潇潇                       | | | 《蓝猫淘气3000问》中的《消防安全系列》                                                       |
| 古力                       | | | 《蓝猫淘气3000问》中的《人体奥秘系列》                                                       |
| 团团                       | | | 《蓝猫淘气3000问》中的《人体奥秘系列》                                                       |
| 曼特                       | | | 《蓝猫淘气3000问》中的《人体奥秘系列》                                                       |
| 东臣                       | | | 《蓝猫淘气3000问》中的《人体奥秘系列》                                                       |
| 伯斯                       | | | 《蓝猫淘气3000问》中的《人体奥秘系列》                                                       |
| 歪歪博士                   | | 和希特勒同一天生日，在蓝猫龙骑团中与蓝猫的龙骑小队做对，企图控制地球环境进而统治整个世界。 | 《蓝猫龙骑团》                                                                               |
| 土狼                       | | 歪歪博士的手下，经常将任务办糟糕，讨厌别人打他的鼻子。 | 《蓝猫龙骑团》                                                                               |
| 独眼鹰                     | | 歪歪博士的手下，性格沉着冷静，运筹帷幄，具有很高的智慧，无情意，对歪歪博士绝对忠心。 | 《蓝猫龙骑团》                                                                               |
| 九尾狐                     | | 原歪歪博士的手下，狡猾，机智，敢爱敢恨，得知被歪歪博士欺骗后倒戈。 | 《蓝猫龙骑团》                                                                               |
| 典典                       | | | 《蓝猫西行记》                                                                               |

## 系列

### 蓝猫淘气3000问
《蓝猫淘气3000问》系列号称有3000集，投资1.5亿。每集15分钟左右。主题曲《地厚天高》。动画片以蓝猫，淘气等角色的探险故事为背景，每集对一个知识点进行讲解。此系列讲述蓝猫、淘气、咖喱、肥仔、菲菲、菲菲、鸡大婶、羊博士、巴豆、啦啦等角色对世界展开冒险的故事。整个系列以三辰卡通快车的形式播出。
| 名称                              | 主要角色                                                   | 简介 | 集数    |
| 幽默舞台系列                      | 蓝猫、淘气、菲菲、肥仔、咖喱、甜妞、鸡大婶                 | 该系列为《蓝猫淘气3000问》开篇之作，每集故事情节相对独立，提问大多为日常生活中所见，每集介绍一个知识点，而后面5个系列则将背景设置为一个大故事，每集则是故事的一小段，依然每集介绍一个知识点。此外，幽默舞台系列中还有许多不满100集的小系列，如：星座故事，地形地貌，科技创新，自然现象等。 | 424集   |
| 星际大战系列                      | 蓝猫、淘气、菲菲、肥仔、咖喱、甜妞、鸡大婶                 | 该系列以“外星人”（系列前期解释为外星联合舰队;系列中期对这个概念的解释是“外星地下组织”）为谋求宇宙霸主地位而大举进攻地球 为背景，讲述了蓝猫、淘气等宇宙战士抵抗侵略的故事。 | 384集   |
| 恐龙时代系列                      | 蓝猫、淘气、菲菲、肥仔、咖喱、鸡大婶、羊博士               | 该系列续前一系列的情节。“外星人”将数种恐龙基因重组培育出破坏性极强的恐龙，想以此摧毁地球。为了打败这些恐龙保卫地球，蓝猫等人前往“恐龙时代”取恐龙的原始基因。打败“外星人”后，蓝猫等人又开始了在中生代三纪的冒险。                                                                           | 264集   |
| 海洋世界系列                      | 蓝猫、淘气、菲菲、肥仔、咖喱、甜妞、鸡大婶、羊博士         | 地球资源告急，蓝猫等人奉命组成调查小组，深入海洋世界寻找资源。 | 312集   |
| 运动竞技系列                      | 蓝猫、淘气、菲菲、肥仔、咖喱、甜妞、绿猴、红狗、黑哨、巴豆 | 蓝猫一向提倡“快乐运动”，在运动赛场上处处碰壁。 | 约226集 |
| 航空航天系列 （又名：太空历险记） | 蓝猫、淘气、菲菲、肥仔、咖喱、巴豆、啦啦、布叽             | 传说宇宙深处有一个高度发达的星球“奥茨玛”，在杨利伟的感召下，蓝猫立志成为最伟大的太空英雄。他召集好朋友，着手筹建自己的探险队。在此过程中，他们遇到了来自奥茨玛的女孩啦啦。 | 400集   |
| 交通安全系列 （又名：平安出行）   |                                                            | 现代化的城市太阳城引来世界各地的居民，给城里带来了严重的交通压力。孩子们为此自觉维护起了交通。 | 108集   |
| 消防安全系列 （又名：消防大本营） |                                                            | 蓝猫、潇潇等一群孩子在消防队指导下组成了“119小分队”。 | 119集   |
| 知识奥运系列 （又名：运动小子）   |                                                            | 麦田小镇运动会的胜出者将成为奥运火炬手，蓝猫等人跃跃欲试。 | 64集    |
| 人体奥秘系列 （又名：健康特攻队） |                                                            | 蓝猫是健康特攻队的队长．小队的成员们被医学研究中心的袁博士带领着，帮助患者团团清除体内的外星病毒。 | 104集   |

### 互动电视节目
| 名称        | 主要角色 | 简介                                                          | 集数 |
| 妙想总动员  |          | 金鹰卡通的一档英语学习节目，现在的名称为开心派乐多。          | 未知 |
| 快乐蓝猫CPU |          | 主要采用Flash动画风格，大量运用时下流行的时尚元素、网络用语。 | 未知 |

### 蓝猫幼教系列
| 名称           | 主要角色 | 简介 | 集数   |
| 蓝猫趣味识字   |          |      | 约32集 |
| 蓝猫小学美术   |          |      | 约16集 |
| 蓝猫小学拼音   |          |      | 约16集 |
| 蓝猫幼儿数学   |          |      | 约8集  |
| 蓝猫幼儿科学   |          |      | 未知   |
| 蓝猫学唱英语歌 |          |      | 未知   |

### 蓝猫龙骑团
此系列以未来世界邪恶势力企图危害地球和平为背景，讲述蓝猫等人在奥茨玛星球科学家啦啦帮助下，组建防御力量龙骑团，保卫地球和平的故事。
| 名称       | 主要角色                                                           | 简介 | 集数 |
| 蓝猫龙骑团 | 蓝猫、淘气、菲菲、咖喱、巴豆、啦啦、歪歪博士、土狼、独眼鹰、九尾狐 | 宇宙深处，科技高度发达的奥茨玛星球发生了一场战争，导致星球濒临毁灭。在战争中，一枚具有神奇力量的手镯分裂为6块碎片，星球首席科学家啦啦博士只找到了手镯的5个附件，手镯的主体则消失在茫茫太空。 为了拯救奥茨玛星球，啦啦博士追踪手镯的主体来到了地球。此时，邪恶科技力量日益威胁到人类的生存，地球面临着与奥茨玛星球同样的命运。啦啦博士决定研制龙骑手镯，帮助地球组建最高防御力量——龙骑团。令她没有想到的是，助手歪歪博士是邪恶科技力量的代表，竟密谋夺取具有神秘力量的龙骑手镯，用来升级自己的邪恶武器——百兽王。 以蓝猫为首的五人小队组成了龙骑团，与歪歪博士和他的罪恶团伙展开了艰苦卓绝的斗争⋯⋯ | 60集 |
| 生命之花   | 蓝猫、淘气、菲菲、咖喱、巴豆、啦啦、歪歪博士、土狼                 | | 48集 |
| 炫迪传奇   | 蓝猫、淘气、菲菲、咖喱、巴豆、啦啦、歪歪博士、土狼、炫迪           | | 76集 |

### 蓝猫西行记
| 名称       | 主要角色   | 简介                                                                                           | 集数  |
| 蓝猫西行记 | 蓝猫、典典 | 故事以蓝猫与小精灵典典为脱离异度空间到世界各地去完成一系列的任务为背景，讲述西方各国礼仪风情。 | 104集 |
| 蓝猫帮帮帮 | 蓝猫、典典 | 故事讲述居住在智慧树中的蓝猫与小精灵典典组成帮帮小队，帮助拨打帮帮帮求助热线的人。             | 52集  |

### 星史传说
| 名称     | 主要角色                                       | 简介 | 集数  |
| 星史传说 | 蓝猫、淘气、菲菲、肥仔、咖喱、巴豆、啦啦、布叽 | 此系列官方暂无详细介绍，但根据与制作公司湖南蓝猫动漫传媒有限公司有密切联系的非官方粉丝团宏梦一家亲在其wiki（页面存档备份，存于）上的介绍，此系列剧情与《蓝猫淘气3000问》系列中的《航空航天系列》剧情相似。 | 240集 |

## 歌曲
- 《快乐蓝猫》
- 《地厚天高》
- 《快乐的心情》
- 《生活本来就是挑战》

## 衍生品牌
《蓝猫》从2001年開始的產業化运作被认为是成功的，而且开创国内先例，例如在各大城市廣泛開設「藍貓專賣店」並生產針對兒童的商品，如書包等，並成立藍貓童裝，打著「秉承藍貓智慧」、「少兒公益」等旗號推行展銷。

## 所获奖项
- 中国大陆动漫行业唯一的驰名商标
- 世界知识产权组织-创意金奖“企业奖”
- 联合国世界知识产权组织(WIPO) 评定为“中国衍生版权和商标权战略最具核心竞争力”的文化企业[30]
- 金鹰美术片特等奖（2000年）[31]
- 首届电脑动画片大赛二等奖[32]
- 《蓝猫淘气3000问》取得世界最长动画片吉尼斯纪录[33]

## 评论
- 在蓝猫淘气刚刚推出，小有名气的时候，全国各大电视台都将蓝猫淘气作为动画类节目的首选以于播出。2006年11月4日，中国动漫产业发展与青少年健康成长高峰论坛还将该动画评为“中国青少年最喜爱的十大国产动画片”。[34]认为它是国内难得的面向青少年普及科学知识的动画片。更重要的是，该动画系列的热播，使国内动画长期被美日动画“垄断”的局面得到一些改观。[35]
- 由于篇幅过大，蓝猫淘气每集的故事的叙事模式难免重复，比如在恐龙时代系列中，就有数十集故事模式都是蓝猫淘气等角色遭遇一只或一群“可怕”的恐龙，通过恐龙的介绍，得知恐龙的弱点，然后战胜恐龙；又如，《幽默系列》之子系列《星座的奥秘》近100集（主要为第260到332集）所使用的线索基本为“接到命令—进入某处—争夺—看资料影片—资料光盘被毁”[註 9]。
- 在香港，《藍貓》受到部份觀眾抨击，認為《藍貓》白痴低能、水准低劣。
- 在中国大陆网络上的口碑也很差，不少人称呼《蓝貓》為“烂貓”；人们主要认为其著重于灌輸知識，對劇情忽視、畫功差劣及對人物設定考究嚴重不足，而且还濫用電腦和文字作知識說明，內容亦錯漏百出。[36]
- 而伴随蓝猫淘气的，还有不小的争议。有观点认为，蓝猫淘气过于说教，且科普材料不经选择，例如其中有“什么是JAVA语言”、“Windows NT是什么”等节目，认为儿童难以接受。关于这些争论请参看下文。[36]
- 关于“铁分子”的争论：有观点曾以蓝猫淘气其中一集留给观众的问题“铁分子有几个原子构成”“铁分子根本就不存在”[36][37]等为由指责蓝猫淘气的科普品質低劣。不过在此之后便少有人提及此争论。引起争论的实际上是一个已经被弃用的概念——“巨分子”，在中国大陆比较老的文献以及部分仍在使用的教学辅导用书中可以看到这个概念的解释：如离子化合物、金属单质、原子间结合形成空间网状结构的物质[38]。其中的金属单质就包含了有奖竞答题中的“铁”。根据该集正片的阐述，动画中也确实是依照“巨分子”理解的。因此，蓝猫淘气确实需要对普及过时概念负起责任[註 10]。但是，巨分子指的是分子量大于10000的分子，跟以上的定义完全不同。另一方面，在热力学中，由于分子、原子、离子的热力学性质完全相同，因此，统一简称分子。
- 对配音演员葛平的恶搞及至追捧：作为蓝猫系列中长期为蓝猫配音的演员，葛平的一些影片在2009年遭到了网民的恶搞，许多网民还给了他一个别称“葛炮”，但是随后葛平的影片素材被网民广泛使用，这也使得这位不再为蓝猫配音的演员再次受到了人们的追捧[39]。